# الدرب (قنا)
قرية الدرب هي إحدى القرى التابعة لمركز نجع حمادى في محافظة قنا في جمهورية مصر العربية. حسب إحصاءات سنة 2006، بلغ إجمالي السكان في الدرب 16764 نسمة، منهم 8626 رجل و8138 امرأة.